# 哈勒姆 (伊利諾伊州)
哈勒姆（英語：Harlem）是位於美國伊利諾伊州溫納貝戈縣的一個非建制地區。該地的面積和人口皆未知。

## 地理
哈勒姆的座標為42°20′25″N 89°01′04″W / 42.34028°N 89.01778°W，而該地的平均海拔高度為230米（即755英尺）。